# SCN1B
La subunidad beta-1 del canal de sodio es una proteína que en humanos está codificada por el gen SCN1B .
Los canales de sodios activados por voltaje son esenciales para la generación y propagación de potenciales de acción en el músculo estriado y los tejidos neuronales. Bioquímicamente, constan de una gran subunidad alfa y 1 o 2 subunidades beta más pequeñas, como SCN1B. La subunidad alfa sola puede exhibir todos los atributos funcionales de un canal de Na+ dependiente de voltaje, pero requiere una subunidad beta-1 para una cinética de activación normal. 

## Significación clínica
Las mutaciones en el gen SCN1B están asociadas con trastornos como el síndrome de Brugada y el GEFS . 